# Saint-Lumier-en-Champagne
Saint-Lumier-en-Champagne är en kommun i departementet Marne i regionen Grand Est (tidigare regionen Champagne-Ardenne) i nordöstra Frankrike. Kommunen ligger i kantonen Vitry-le-François-Est som tillhör arrondissementet Vitry-le-François. År 2022 hade Saint-Lumier-en-Champagne 266 invånare.

## Befolkningsutveckling
Antalet invånare i kommunen Saint-Lumier-en-Champagne
| Referens: INSEE |